# Condemned: Criminal Origins
Condemned: Criminal Origins (у Японії відома як Condemned: Psycho Crime, а в Австралії просто Condemned) — комп'ютерна гра в жанрі survival horror з елементами Beat 'em up, розроблена компанією Monolith Productions і видана компанією Sega в листопаді 2005 року на Xbox 360 і в квітні 2006 року на PC (Windows).
Condemned була добре прийнята критиками, які високо оцінили бойову механіку, графіку, анімацію, штучний інтелект і, особливо, звукове оформлення та атмосферу. Найпоширеніші критичні зауваження стосувалися лінійності гри, браку різноманітності в дизайні рівнів та геймплеї, а також того, що було сприйнято як погана реалізація використання криміналістичних інструментів. Гра добре продавалася після першого релізу на Xbox 360, ставши п'ятою за кількістю продажів грою на цій платформі. Вона також перемогла в кількох категоріях на конкурсах GameSpot та IGN "Найкраще 2005 року".
| Агрегатор    | Оцінка                     |
| ------------ | -------------------------- |
| GameRankings | (X360) 82.31% (PC) 79.13 % |
| Metacritic   | (X360) 81/100 (PC) 78/100  |